# Magnus Lorents Nielsen
Magnus Lorents Høgsted Nielsen (født 23. november 2003 i Silkeborg) er en cykelrytter fra Danmark, der kører for ColoQuick.